# 横田健一
横田 健一（よこた けんいち、1916年（大正5年）9月3日 - 2012年（平成24年）2月6日）は、日本の歴史学者。専門は日本古代史。関西大学名誉教授。

## 来歴
父貫次・母せつの長男として兵庫県神戸市生田区（現中央区）に出生。
神戸市立諏訪山尋常小学校、神戸市立山手尋常小学校（転入）、兵庫県立第一神戸中学校、第三高等学校文科（甲類入学）を経て、1937年4月、京都帝国大学文学部史学科に入学（国史学専攻）。
1940年3月、京都帝国大学文学部史学科卒業、1941年4月海軍機関学校教授。1946年6月　関西大学教授。1964年、関西大学文学部長（～1966年）。1972年、学校法人関西大学理事（～1977年）。1987年3月、定年退職、名誉教授、のち佛教大学教授。1991年3月、佛教大学を退職。

## 活動
日本古代史を専攻し、1971年、三品彰英から日本書紀研究会の代表を引き継ぎ、長年にわたって論文集『日本書紀研究』を編集した。職場の関西大学では、1949年の史学科（のち史学・地理学科）設立にあたって中心的役割を担い、石濱純太郎、魚澄惣五郎、末永雅雄らを教授陣に迎え、学科の基礎を築いた。また、関西大学の『七十年史』『百年史』といった年史編纂事業にも尽力した。

## 主要著作

### 単著
- 『道鏡』（吉川弘文館、1959年、新装版1988年）
- 『日本のマッチ工業と瀧川儀作翁』（同書刊行会、1963年）
- 『日本古代の精神―神々の発展と没落』（講談社現代新書、1969年）
- 『白鳳天平の世界』（創元社、1973年）
- 『日本古代神話と氏族伝承』（塙書房、1982年）
- 『日本書紀成立論序説』（塙書房、1984年）
- 『観音信仰と民俗』（木耳社、1989年）
- 『神話の構造』（木耳社、1990年）
- 『飛鳥の神がみ』（吉川弘文館、1992年）
- 『古代王権と女性たち』（吉川弘文館、1994年）
- 『日本古代の文化と国家』（岩田書院、2010年）
- 『瀧川儀作伝―「マッチ王」辨三を継いで』（Bookway、2014年）

### 共著
- （樋口隆康）『人類学要論』（ミネルヴァ書房、1964年）

### 編著
- 『日本書紀研究』（第6～27冊、塙書房）を編集。

### 共編著
- （網干善教）『講座　飛鳥を考える』（創元社、1976年）
- （上井久義）『紀伊半島の文化史的研究 民俗編』（関西大学出版部、1988年）

## 記念論集
- 『横田健一先生還暦記念日本史論叢』（同記念会、1976年）
- 『横田健一先生古稀記念文化史論叢』上・下（創元社、1987年）

## 関連人物
- 西田直二郎
- 三品彰英
- 井之口章次　民俗学者。従弟にあたる。